# Wilhelm (Anhalt-Harzgerode)

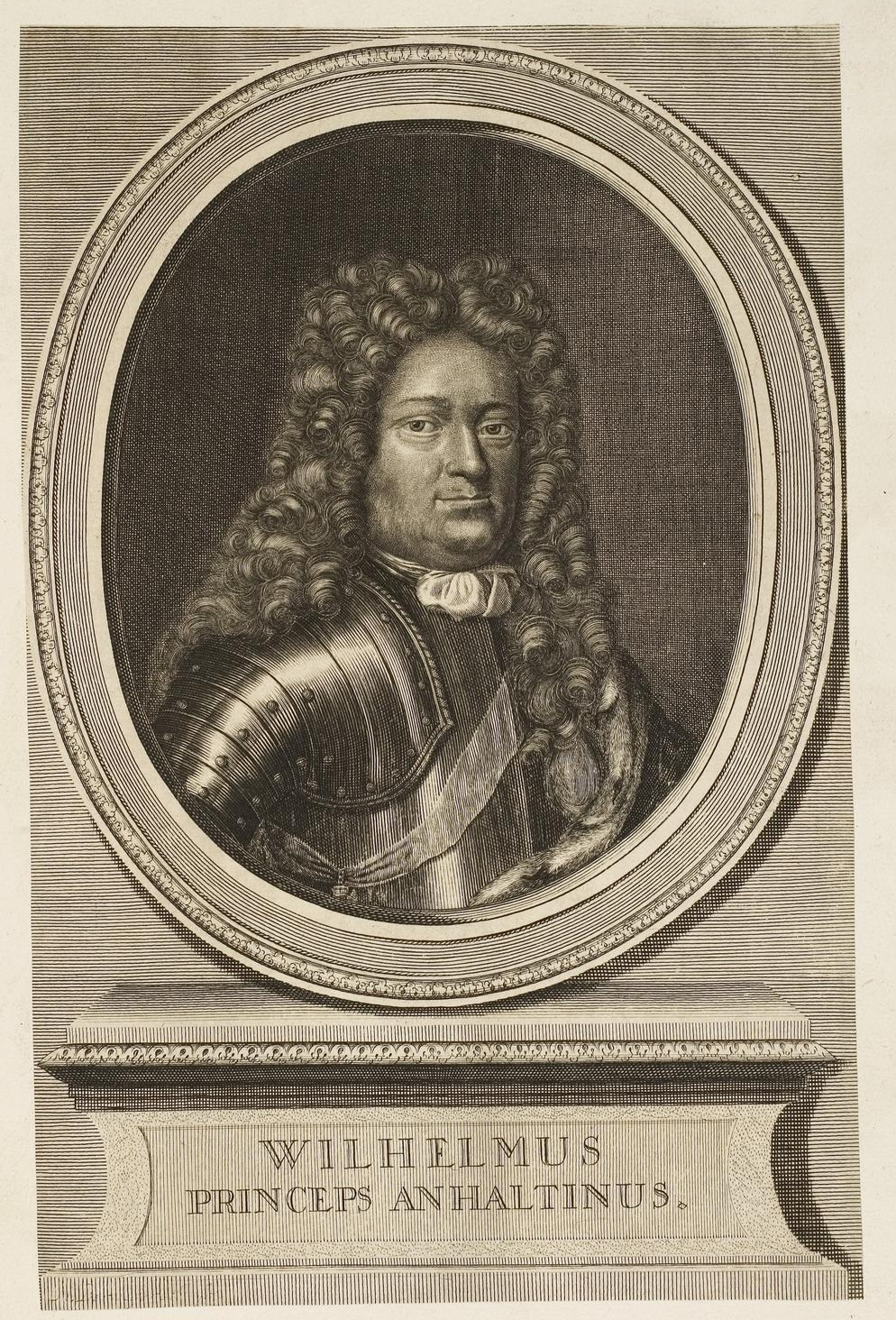
Fürst Wilhelm

Wilhelm Ludwig von Anhalt-Bernburg-Harzgerode (* 18. August 1643 in Harzgerode; † 14. Oktober 1709 ebenda) war der letzte Fürst von Anhalt-Harzgerode.
Er war der Sohn von Friedrich von Anhalt-Bernburg-Harzgerode (1613–1670) und dessen erster Frau Johanna Elisabeth von Nassau-Hadamar (1619–1647).

## Leben
Erziehung und Bildung Wilhelms hatten in Harzgerode begonnen, wurden ab 1650 für sieben Jahre am Hof von Johann Kasimir, Fürst von Anhalt-Dessau in Dessau fortgesetzt und nach einem Examen in Harzgerode und weiterer Ausbildung am väterlichen Hof 1660 abgeschlossen. Am 8. Dezember 1660 begann er seine Grand Tour durch Europa. Von seinem Vater bekam er dafür ein Büchlein mit dem Titel Monita paterna (Väterliche Ermahnungen) mit auf den Weg. Darin forderte Fürst Friedrich seinen Sohn unter anderem auf, eine reformierte Universität zu besuchen, um seinen geistigen Horizont zu erweitern. Stationen der Kavalierstour waren westdeutsche Fürstensitze, die Niederlande, Frankreich, England, Spanien und Italien einschließlich Sizilien.
Nach acht Jahren kehrte er am 10. Mai 1668 zurück und bereitete sich auf eine Militärkarriere vor. Als er sich 1670 in die Dienste des Kurfürsten Friedrich Wilhelm von Brandenburg begeben wollte, starb sein Vater und er musste das kleine Fürstentum übernehmen. Zu dieser Zeit waren noch nicht alle durch den Dreißigjährigen Krieg verursachten Schäden in seinem Fürstentum überwunden und die Bevölkerungsverluste ausgeglichen.
Seine erste Ehe schloss Wilhelm mit Gräfin Elisabeth Albertine zu Solms-Laubach. Als ihren Witwensitz bestimmte er ein ehemaliges Rittergut in Güntersberge, das den Namen Albertinenberg erhielt. Weiterhin erinnert an sie bis in die Gegenwart die Albertine, ein Gelände südlich von Harzgerode, das seine Bezeichnung durch eine nach ihr benannte Silbergrube erhielt. Testamentarisch stiftete Elisabeth Albertine 3000 Taler, deren Zinsen Kranken und Armen im Harzgeröder Fürstentum zukommen sollten.

Wappen des Wilhelm von Anhalt-Bernburg-Harzgerode, nach seinem Wappenkrug 1705

 1682 gründet Wilhelm das Vorwerk Wilhelmshof in der Nähe der Burg Anhalt, das ihm auch als Jagdhof und Sommerresidenz diente. 1688 ließ er östlich seiner Residenzstadt für 80 Neuansiedler eine dritte Vorstadt anlegen, die anfangs Neustadt, dann Wilhelmsstadt und schließlich 1705 nach seiner zweiten Frau Augustenstadt genannt wurde.
1691 versuchte er sich mit Hilfe der Kaufleute Jean de Smeth und dessen Schwager Josia von Rheden im Bergbau. Nach einem erfolgreichen Anfang wies der Bergzettel 1692 bereits 37 Zechen mit der Forderung nach Zubuße aus. 1693 wurde im Selketal eine Silberhütte errichtet, der Ausgangspunkt für die Entstehung eines gleichnamigen Harzgeröder Ortsteils. 1695 konnten nach Neueinrichtung einer Münzstätte in Harzgerode aus neu gewonnenem Silber wieder Münzen geprägt werden. Die Heimführung seiner zweiten Frau, Prinzessin Auguste von Nassau-Dillenburg, ließ Wilhelm als aufwändige Feierlichkeit inszenieren. Nördlich des Schlosses wurde die Anlage einer vierten, mit Privilegien ausgestatteten, Vorstadt als Bergstadt begonnen. Ein durch das aufblühende Berg- und Hüttenwesen ausgelöster Bevölkerungszuwachs gab den Anlass, die 1696–98 neu gebaute Harzgeröder Kirche gegenüber ihrem baufällig gewordenen Vorgänger erheblich zu vergrößern. Aus der fürstlichen Kasse bezuschusst galt sie zu ihrer Zeit auch mit ihrer Funktion als Hofkirche als eine der schönsten reformierten Kirchen Anhalts. Am Ende des Jahrhunderts brach das zuletzt nur noch auf Betrügereien basierende Bergwerksunternehmen zusammen. Der Ruin traf nicht nur Harzgeröder Bürger als Gläubiger, sondern auch die Schatulle des Fürsten. Armut breitete sich in der Region aus, 1699 musste in Harzgerode eine Armenkasse organisiert werden.
Fürst Wilhelm starb Ende 1709 nach längerem Leiden. Die anschließend publizierten Visionen des Diakons Paris, die ihn veranlasst hatten, dem Fürsten sein nahes Ende vorauszusagen, erregten damals viel Aufsehen. Da das Land nach dem Tod Wilhelms an Victor Amadeus von Bernburg und damit zurück an Anhalt-Bernburg fiel, machte er seine Frau zur Universalerbin seines Vermögens und verfügte, dass nach ihrem Tod ein Legat von 12.000 Talern für die Armen seines Fürstentums gestiftet sowie 6.000 Taler an das Hallische Waisenhaus gezahlt werden sollten. Dieses Geld war durch den Verkauf der Allodialgüter der Harzgeröder Fürstenlinie an die Bernburger Fürsten aufzubringen.
Finanziell gut versorgt, doch in ihren Rechten eingeschränkt, übernahm die Witwe des Fürsten das ihr im Ehevertrag zugesagte Harzgeröder Schloss als Witwensitz. Nicht endende Streitereien mit der Bernburger Herrschaft veranlassten sie zur Übersiedlung nach Usingen zu einer Schwester und 1726 zur käuflichen Übergabe ihres Harzgeröder Besitzes an die Bernburger Fürsten.
Seine Ruhestätte fand Fürst Wilhelm in der Gruft des Harzgeröder Kirchturmes zusammen mit seiner ersten Frau, einer Nichte und einer Tochter des Fürsten Karl Friedrich von Anhalt-Bernburg.

## Familie
Seine erste Frau wurde 1671 die Gräfin Elisabeth Albertine zu Solms-Laubach (* 6. Mai 1631; † 2. Januar 1693) Tochter von Albert Otto II. zu Solms-Laubach. Das Paar hatte keine Kinder.
Nach ihrem Tod heiratete er 1695 Prinzessin Sophie Auguste von Nassau-Dillenburg (* 28. April 1666; † 14. Januar 1733) Tochter von Fürst Heinrich von Nassau-Dillenburg (1641–1701). Auch diese Ehe blieb kinderlos.